# Застольные беседы Гитлера

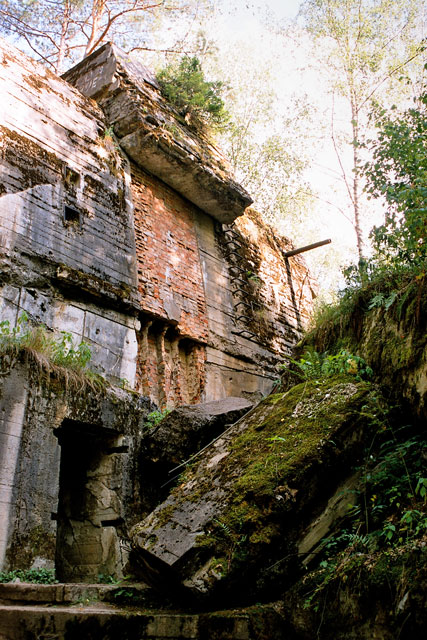
Большая часть монологов, вошедших в «Застольные беседы», были произнесены Гитлером в главной ставке «Волчье логово» (фотография выше) и бункере «Вервольф»

«Застольные беседы Гитлера» (также «Застольные разговоры Гитлера», нем. Hitlers Tischgespräche) — название записей застольных разговоров Адольфа Гитлера, которые стенографически вели несколько секретарей в его Главной ставке в 1941—1944 годах. Впервые опубликованы в 1951 году, существует несколько изданий, различающихся по составу включённых туда записей. «Записям» посвящено несколько исторических исследований.

## История записей
Инициатором записей выступил Мартин Борман. Первым стенографировал застольные разговоры и небольшие речи Гитлера Генрих Гейм (июль 1941 — март 1942), затем Генри Пиккер (21 марта — 2 августа 1942), на заключительном этапе записи делали попеременно Гейм и Борман вплоть до 1944 года.
Впервые «Беседы» были изданы в 1951 году на немецком языке Пиккером на основе собственных материалов и записей, полученных им у Гейма. Полное название первого издания книги — «Застольные разговоры Гитлера в Ставке германского Верховного главнокомандования (1941—1942), записанные Генрихом Геймом и Генри Пиккером и изданные последним» (русский перевод — 1993). Книга произвела на читателей впечатление сенсации. Позже появились переводы на французский и английский язык, учитывавшие среди рукописных источников так называемую «тетрадь Бормана» (туда вошли и некоторые записи, отсутствовавшие в издании Пиккера). Тетрадь Бормана впервые опубликована по-немецки в 1980 году.
«Беседы» включают в себя высказывания Гитлера по самым различным вопросам: от положений на фронтах до общественной жизни и культуры.
Существует ряд работ историков, основанных на «Беседах», в частности, книга английского историка Хью Тревор-Ропера, включающая в себя также текст «Бесед».
Сценарист Юрий Арабов использовал текст в работе над фильмом «Молох» (1999 год, режиссёр Александр Сокуров).

## Запрет «Бесед» в России
В 2008 году в прокуратуру было подано заявление о запрете книги Тревор-Ропера (русский перевод, изданный издательством «Центрполиграф» в 2004 году, ISBN 5-9524-1353-6) к распространению в России по причине публикаций текстов антиславянского и антисемитского характера. Экспертиза подтвердила, что в книге был приведён ряд высказываний, унижающих достоинство русского и еврейского народа. 8 июля 2008 года Ульяновский суд удовлетворил исковое заявление прокурора Засвияжского района города Ульяновска и запретил распространение книги в РФ, включив её в Федеральный список экстремистских материалов. Ставшая основным источником книги Тревор-Ропера книга Пиккера позже решением Палласовского районного суда Волгоградской области от 19 июля 2010 года также была признана экстремистской (№ 711 в Федеральном списке экстремистских материалов).

## Издания на русском языке
- Пиккер Г. Застольные разговоры Гитлера = Hitlers Tischgespräche im Führerhauptquartier 1941—1942 / Пер. с нем. И. В. Розанова. Общ. ред., вступ. ст. и предисл. И. М. Фрадкина. — Смоленск: Русич, 1993. — 485 с. — ISBN 5-88590-084-1.
- Тревор-Роупер Х. Застольные беседы Гитлера, 1941–1944 гг. = Hitler's table talk, 1941–1944 гг. / пер. с англ. А. С. Цыпленкова. — М.: Центрполиграф, 2004. — 655 с. — ISBN 5-9524-1353-6.